# Mitsuru Mansho
Mitsuru Mansho (født 16. april 1989) er en japansk fodboldspiller.
Han har spillet for flere forskellige klubber i sin karriere, herunder Mito HollyHock og Fujieda MYFC.